# 黑紗白眼蝶
黑紗白眼蝶（學名：Melanargia lugens）是屬於蛺蝶科眼蝶亞科的一種蝴蝶，是白眼蝶屬的一種。分佈於中國浙江、江西、四川、陝西，模式產地為江西九江。生活於海拔1500以上的高山林地，喜愛訪花。

## 外型
翅面大部分黑褐色，包括翅脈，又配有淡白斑紋，雄點的條狀白斑較雌蝶模糊。後翅翅底外緣有四個大小的眼斑。

## 文獻
- Chou, 1994. Monografia Rhopalocerorum Sinensium: 379 （简体中文）

## 外部連結
- 维基共享资源上的相關多媒體資源：黑紗白眼蝶
- 維基物種上的相關：黑紗白眼蝶
- Melanargia lugens（页面存档备份，存于） - funet.fi
- 黑紗白眼蝶 （页面存档备份，存于） - iNaturalist